# 1958 en sport automobile
Chronologie du Sport automobile
1957 en sport automobile - 1958 en sport automobile - 1959 en sport automobile

## Les faits marquants de l'année1958enSport automobile
- Mike Hawthorn remporte le Championnat du monde de Formule 1 au volant d'une Ferrari.
- Lee Petty remporte le championnat de la série NASCAR avec un montant total de $20,600 (USD).

## Par mois

### Janvier
- 19 janvier, (Formule 1) : Grand Prix automobile d'Argentine.

### Mai
- 18 mai : Grand Prix automobile de Monaco.
- 26 mai : Grand Prix automobile des Pays-Bas.
- 30 mai : 500 miles d'Indianapolis.

### Juin
- 15 juin (Formule 1) : Grand Prix automobile de Belgique.
- 21 juin : départ de la vingt-sixième édition des 24 Heures du Mans.
- 22 juin : les pilotes Olivier Gendebien (Bel)-Phil Hill (É.-U.), sur Ferrari, remportent les 24 heures du Mans, à la moyenne de 170,914 km/h.

### Juillet
- 6 juillet :
  - Le pilote automobile argentin Juan Manuel Fangio, cinq fois champion du monde, annonce sa retraite à l'âge de 47 ans.
  - Victoire du britannique Mike Hawthorn sur une Ferrari au Grand Prix automobile de France.
- 19 juillet (Formule 1) : Grand Prix automobile de Grande-Bretagne.

### Août
- 3 août (Formule 1) : Grand Prix automobile d'Allemagne.
- 24 août (Formule 1) : Grand Prix automobile du Portugal.

### Septembre
- 7 septembre (Formule 1) : Grand Prix automobile d'Italie.
- 13 septembre : RAC Tourist Trophy.

### Octobre
- 19 octobre (Formule 1) : Grand Prix automobile du Maroc.

## Naissances
- 7 janvier : Massimo Biasion, pilote automobile (rallye) italien.
- 10 janvier : Eddie Cheever, pilote automobile américain.
- 18 février : Giovanni Lavaggi, pilote automobile italien.
- 11 mars : Eddie Lawson, pilote de vitesse moto américain.
- 26 mars : Elio de Angelis, pilote automobile italien de Formule 1. († 15 mai 1986).
- 4 avril : Christian Danner, pilote automobile allemand.
- 26 avril : Johnny Dumfries, pilote automobile écossais.
- 23 mai : Frank Jeliński, pilote automobile allemand.
- 3 août : Kurt Thiim, pilote automobile danois.
- 6 août : Fabio Mancini, pilote automobile italien.
- 18 août : Didier Auriol, pilote automobile (rallye) français.
- 1er septembre : Brett Hearn, pilote automobile de stock-car.
- 22 septembre : Franco Forini, pilote automobile suisse.
- 12 octobre : Eija Jurvanen, pilote automobile finlandaise.
- 22 octobre : Johnny Unser, pilote automobile américain.
- 8 décembre : Michel Ferté, pilote automobile français.

## Décès
- 7 janvier : Goffredo Zehender, pilote automobile italien, (° 27 février 1901).
- 8 janvier : John Duff, pilote de course canadien. (° 17 janvier 1895).
- 13 février : Gustave Caillois, pilote  automobile français. (° 1875).
- 21 juin : Jean-Marie Brussin, coureur automobile, (° 15 janvier 1924).
- 3 juin : Erwin Bauer, pilote automobile allemand. (° 17 juillet 1912 ).
- 6 juillet : Luigi Musso, pilote automobile italien, (° 28 juillet 1924).
- 3 août : Peter Collins, pilote automobile britannique, qui disputa le championnat du monde de Formule 1 de 1952 à 1958. (° 6 novembre 1931).
- 31 octobre : Maurice Rost : pilote automobile ainsi qu'aviateur français. (° 13 octobre 1886).